# Tríglids

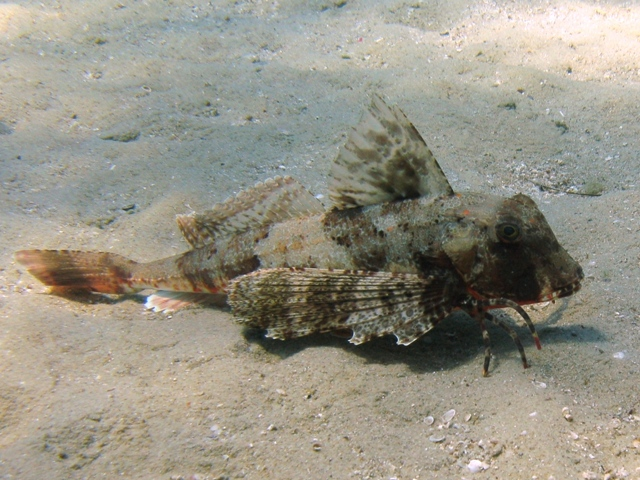
Gallineta (Chelidonichthys lastoviza) fotografiada a Croàcia.

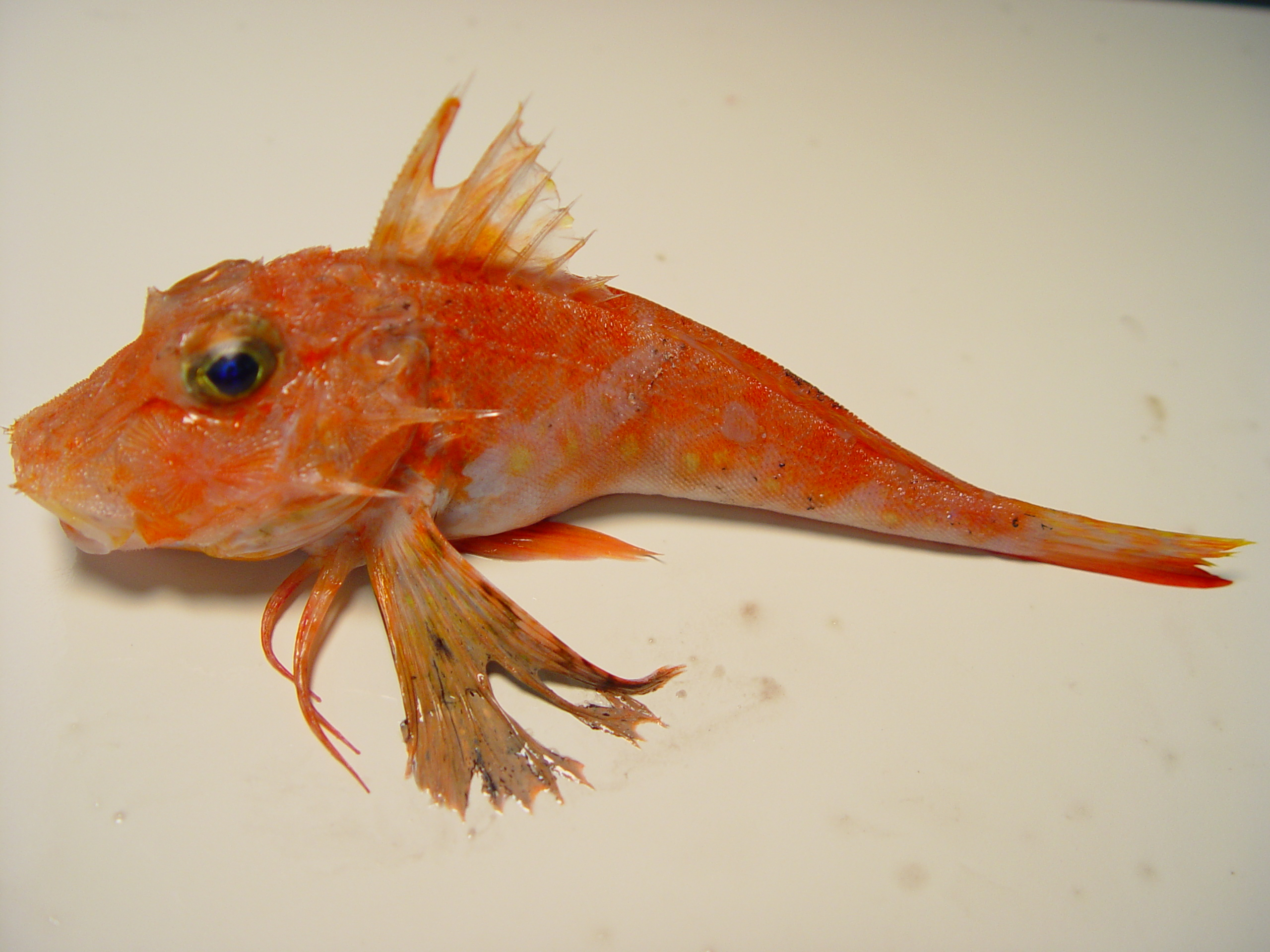
Bellator egretta

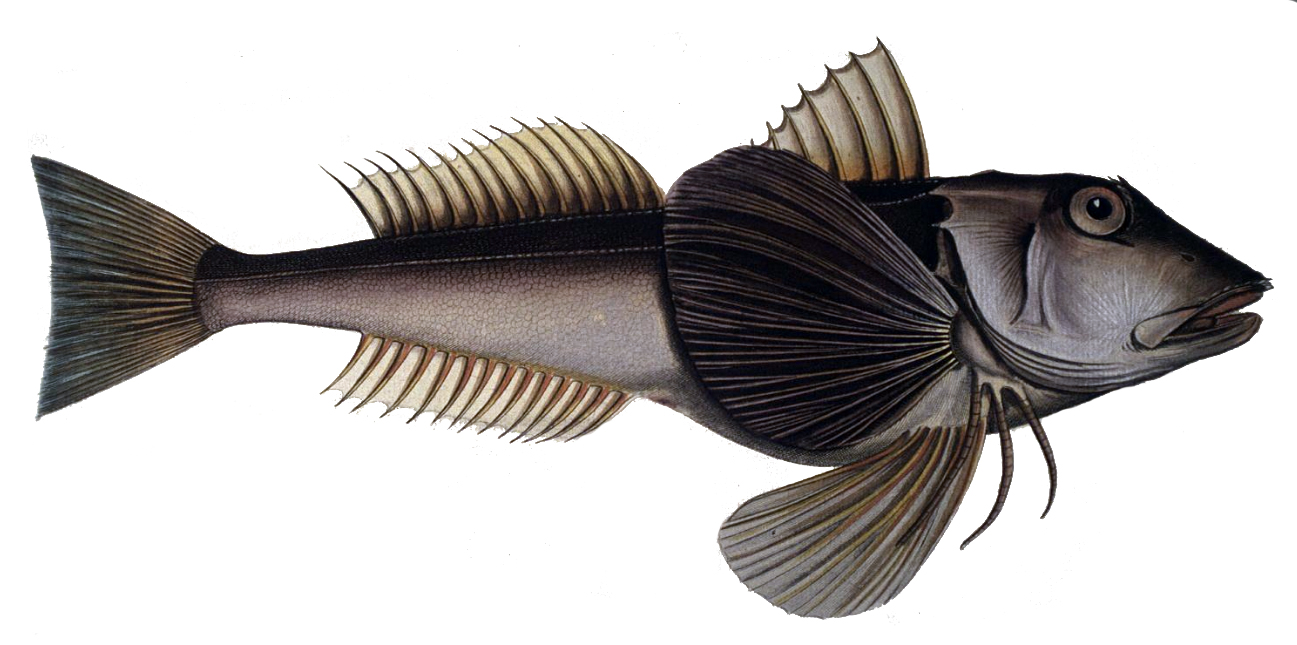
Chelidonichthys lucerna

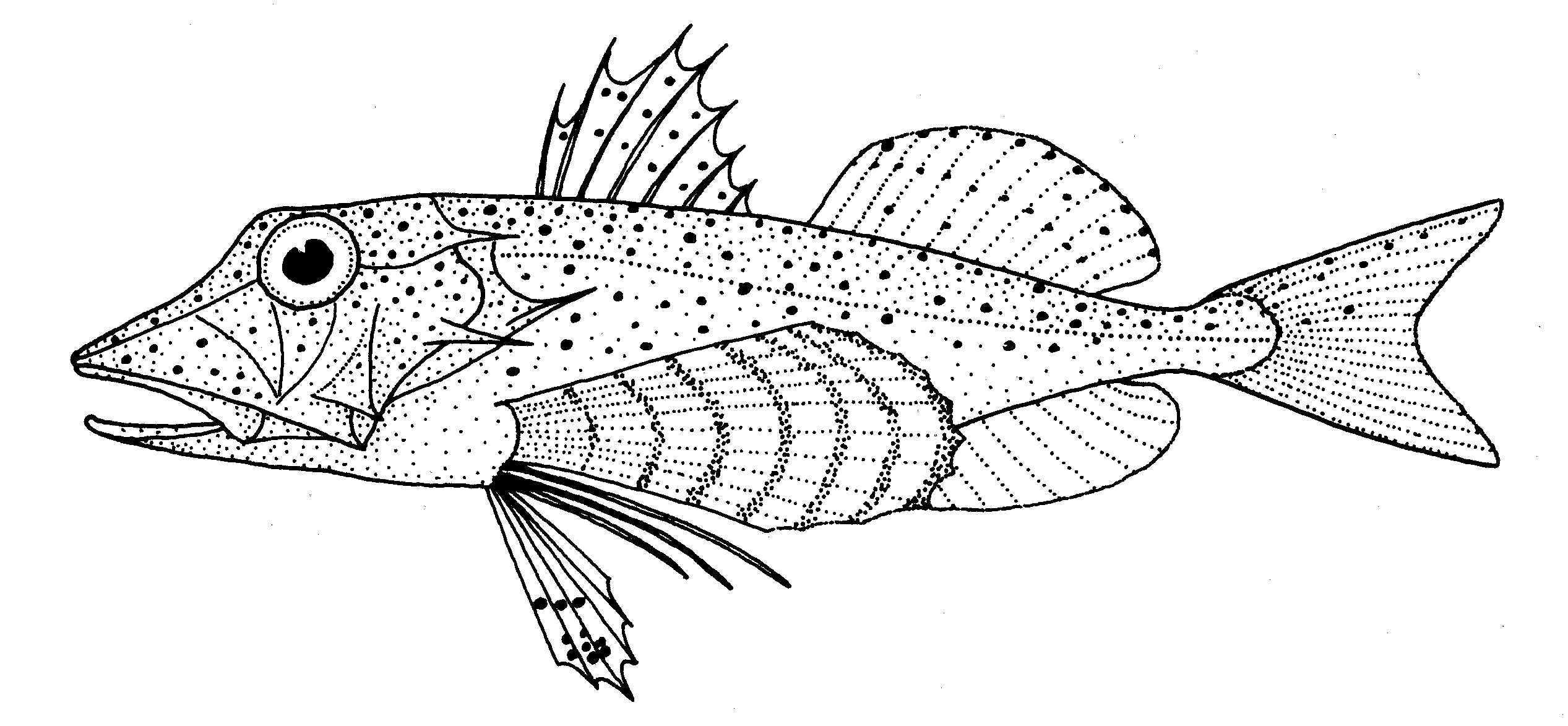
Pterygotrigla picta

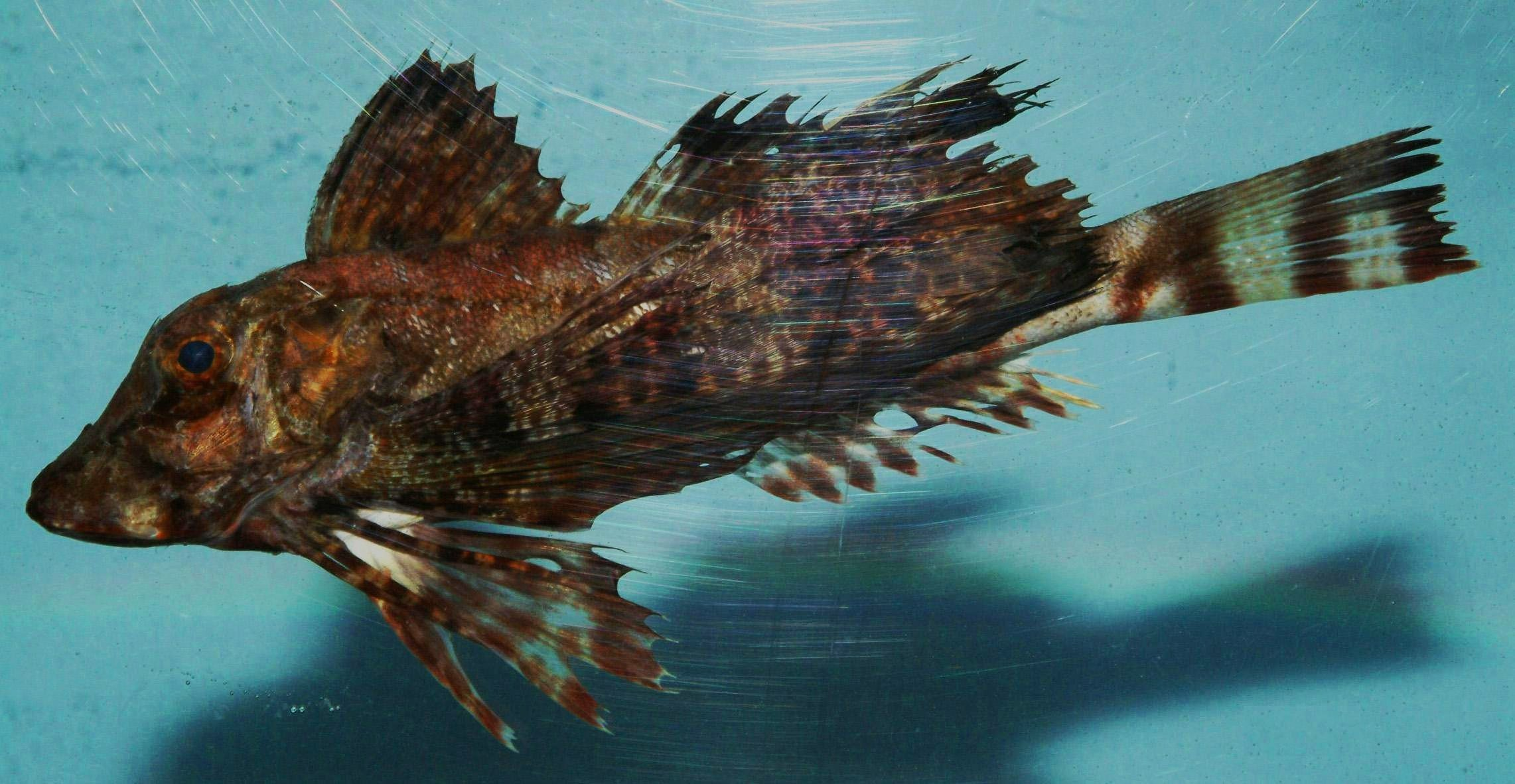
Prionotus ophryas

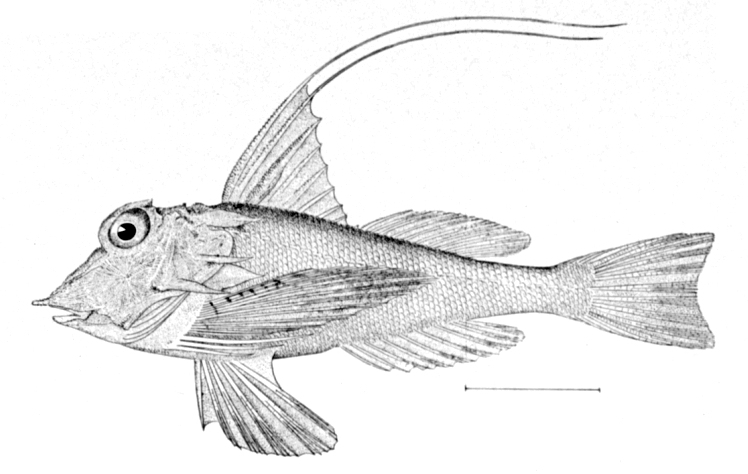
Bellator militaris

Els tríglids (Triglidae) constitueixen una família de peixos teleostis pertanyent a l'ordre dels escorpeniformes. N'hi ha 7 representants a les aigües dels Països Catalans: la lluerna rossa (Trigla lucerna), el rafel (Trigla lyra), la gallineta (Trigla lastoviza), la lluerna verda (Eutrigla gurnardus), la lluerna roja (Aspitrigla cuculus), la lluerna fosca (Aspitrigla obscura) i el capet (Lepidotrigla cavillone).

## Morfologia
Segons l'espècie poden arribar a fer 1 m de llargària màxima. Cos cobert d'escates. Cap voluminós, quadrat i protegit per una sòlida cuirassa òssia amb agullons als opercles. Dues aletes dorsals separades. Els radis anteriors de les grans aletes pectorals són lliures i digitiformes (tenen una finalitat sensorial o locomotora) i els permet de caminar pel fons cercant llurs preses. Són capaços de produir sons (semblants al rauc d'una granota) per mitjà de músculs especials adherits a la bufeta natatòria.

## Gèneres
- Aspitrigla (Fowler, 1925)[8]
  - Lluerna roja (Aspitrigla cuculus) (Linnaeus, 1758)[9]
- Bellator (Jordan & Evermann, 1896)[10]
- Bovitrigla (Fowler, 1938)[11]
  - Bovitrigla acanthomoplate (Fowler, 1938)
- Chelidonichthys (Kaup, 1873)[12]
- Eutrigla (Fraser-Brunner, 1938)[13]
  - Lluerna verda (Eutrigla gurnardus) (Linnaeus, 1758)
- Lepidotrigla (Günther, 1860)[14]
- Parapterygotrigla (Matsubara, 1937)[15]
  - Parapterygotrigla multiocellata (Matsubara, 1937)
- Prionotus (Lacépède, 1801)[16]
- Pterygotrigla (Waite, 1899)[17]
- Trigla (Linnaeus, 1758)[9]
  - Trigla lyra (Linnaeus, 1758)
- Trigloporus (Smith, 1934)[18]
  - Gallineta (Trigloporus lastoviza) (Bonnaterre, 1788)[2][19][20][21][22]

## Alimentació
Es nodreixen de mol·luscs i peixos petits.

## Hàbitat
Després d'una fase pelàgica, els joves esdevenen peixos bentònics que viuen en fons de sorra de la regió costanera de la plataforma litoral fins als 200 m de fondària.

## Distribució geogràfica
A tots els mars i oceans de clima temperat i tropical.

## Ús comercial
La seua carn, encara que molt espinosa, és ferma, tendra i té molt bon gust, per la qual cosa és emprada per a fer fumets i arrossos.